# Фонти-Боа (Амазонас)
Фонти-Боа (порт. Fonte Boa)  —  муниципалитет в Бразилии, входит в штат Амазонас. Составная часть мезорегиона Юго-запад штата Амазонас. Входит в экономико-статистический микрорегион Алту-Солимойнс. Население составляет 22 817 человек на 2010 год. Занимает площадь 12 155,427 км². Плотность населения — 1,88 чел./км².

Фонти-Боа на карте штата.

## Границы
Муниципалитет граничит:
- на севере —  муниципалитет Жапура
- на северо-востоке —  муниципалитет Мараан
- на востоке —  муниципалитет Уарини
- на юге —  муниципалитеты Журуа, Жутаи
- на западе —  муниципалитет Тонантинс

## Демография
Согласно сведениям, собранным в ходе переписи 2010 г. Национальным институтом географии и статистики (IBGE), население муниципалитета составляет:
| Полное население                               | Полное население                               | Полное население                               | Полное население                               | 22 817 |
| ---------------------------------------------- | ---------------------------------------------- | ---------------------------------------------- | ---------------------------------------------- | ------ |
| в том числе:                                   | Городское население                            | 15 115                                         | Процент городского населения, %                | 66,24  |
|                                                | Сельское население                             | 7702                                           | Процент сельского населения, %                 | 33,76  |
|                                                | Мужское население                              | 11 824                                         | Процент мужского населения, %                  | 51,82  |
|                                                | Женское население                              | 10 993                                         | Процент женского населения, %                  | 48,18  |
| Плотность населения, чел/км²                   | Плотность населения, чел/км²                   | Плотность населения, чел/км²                   | Плотность населения, чел/км²                   | 1,88   |
| Население муниципалитета в % к населению штата | Население муниципалитета в % к населению штата | Население муниципалитета в % к населению штата | Население муниципалитета в % к населению штата | 0,65   |

По данным оценки 2015 года, население муниципалитета составляет 20 742 жителя.

## Важнейшие населенные пункты
| № | Населённый пункт | Населённый пункт (порт.) | Категория         | Население чел. (2010) | На карте                       |
| - | ---------------- | ------------------------ | ----------------- | --------------------- | ------------------------------ |
| 1 | Фонти-Боа        | Fonte Boa                | город             | 15 115                | 2°30′50″ ю. ш. 66°05′45″ з. д. |
| 2 | Акапури-ди-Байшу | Acapuri de Baixo         | индейская деревня | 219                   | 2°40′29″ ю. ш. 66°39′50″ з. д. |
| 3 | Акапури-ди-Сима  | Acapuri de Cima          | индейская деревня | 97                    | 2°40′20″ ю. ш. 66°49′06″ з. д. |